# Bactrocera aquilonis
Bactrocera aquilonis
 es una especie de díptero que May describió por primera vez en 1965. Bactrocera aquilonis pertenece al género Bactrocera de la familia Tephritidae.